# Gestapo
 Der er for få eller ingen kildehenvisninger i denne artikel, hvilket er et problem. Du kan hjælpe ved at angive troværdige kilder til de påstande, som fremføres i artiklen.

Gestapo (forkortelse for Geheime Staatspolizei; dansk: Hemmelige Statspoliti) var et hemmeligt politi i Det tredje rige før og under 2. verdenskrig. Gestapo blev oprettet i 1933, da Geheime Staatspolizeiamt oprettedes og lededes i begyndelsen af Rudolf Diels. I april 1934 blev Reinhard Heydrich udnævnt til chef og i 1939 efterfulgtes Heydrich af Heinrich Müller. Hauptamt Sicherheitspolizei var fra 1936, og Reichssicherheitshauptamt fra 1939, rigsmyndighed for Gestapo. Ved Nürnbergprocessen (1945–1946) blev Gestapo som helhed anklaget og dømt for "forbrydelser mod menneskeheden" og dømtes som kriminel.

## Historie
Gestapo blev oprettet 26. april 1933 i Østpreussen af Hermann Göring og senere etableret i de øvrige tyske delstater af Heinrich Himmler. Göring kaldte det først Geheime Staatspolizeiamt, som af en ansat i postvæsenet blev forkortet til Gestapa, da navnet skulle få plads på et frimærke. Efter nogle måneder blev navnet imidlertid ændret til Geheime Staatspolizei, og nu forkortet til Gestapo.

### Opgaver
Gestapo skulle efterforske og kæmpe mod "alle tendenser som kunne være skadelig for staten»". Under 2. verdenskrig blev Gestapo en stor organisation med omtrent 45.000 medlemmer, som skulle kontrollere de okkuperede dele af Europa.
Loven blev ændret for at kunne tilpasses organisationens opgaver, og Gestapos virksomhed var ikke begrænset af lovbestemmelser. Nazisternes førende jurist, dr Werner Best, konstaterede, at "så længe, Gestapo følger ledelsens vilje, handler organisationen lovligt". Gestapo var særligt undtaget fra forpligtelse til at over for administrative domstole blive stillet til ansvar for sine gerninger. Disse domstole var ellers den normale vej for en medborger, hvis vedkommende ønskede at kræve sin ret imod statens tiltag.
Den magtform, som Gestapo i største udstrækning åbent misbrugte, var den så kaldte Schutzhaft (beskyttelsesarrestation), hvilket var en eufemisme for at fængsle mennesker uden nogen som helst retslig prøvelse, normalt i koncentrationslejre. Den fængslede person måtte endda selv underskrive det dokument, som indebar, at man ønskede at blive fængslet. Den traditionelle metode for at få sikret sig underskriften var tortur.
I 1934 blev Göring af Heinrich Himmler presset til at acceptere, at kontrollen over Gestapo overførtes til Schutzstaffeln (SS). I 1934 blev Reinhard Heydrich chef for Gestapo. Han skal under sin tid i denne position have anskaffet sig et eget register over de nazistiske lederes følsomme forhold med henblik på eventuel fremtidig brug.
Under krigsårene voksede organisationen kraftigt og bestod til sidst af cirka 45.000 tjenestemænd.
Gestapo stod også centralt i kampagnerne mod jøder, socialister, homoseksuelle og andre grupper, som skulle interneres og deporteres, samt til at forfølge oppositionelle og politiske fjender af nationalsocialisterne i Tyskland, og inden for hæren (særlig efter 20. juli-attentatet).

### Organisering
Gestapo havde uindskrænket magt og var uafhængig af justits- og forvaltningsmyndighederne. Fra 1939 blev Gestapo underlagt Reichsicherheitshauptamt (RSHA) og blev følgelig en del af SS-organisationen.

#### Central organisation
Gestapo hørte fra 1939 under Reichssicherheitshauptamt, hvor Amt IV (afdeling IV) var Geheimes Staatspolizeiamt (gestapoafdelning) under SS-Brigadeführer og Generalmajor der Polizei (1940) Heinrich Müller, med SS-Oberführer og Oberst der Polizei (1943) Wilhelm Krichbaum som vicechef. Afdelingen var 1943 inddelt i følgende bureauer:
| Bureau | Ansvarsområde                                                |
| ------ | ------------------------------------------------------------ |
| IV A   | Politiske modstandere, sabotagebekæmpning, personbeskyttelse |
| IV B   | Religiøse modstandere                                        |
| IV C   | Efterretningsregister, Schutzhaft, pressen, partiet          |
| IV D   | Okkuperede områder                                           |
| IV E   | Sikkerhedstjeneste (NB: ikke SD)                             |
| IV F   | Fremmedpoliti, visa, grænsepoliti                            |
| IV P   | Internationale kontakter                                     |

#### Regional organisation
Gestapo inddeltes i Stapo-Leitstellen (regional hovedafdeling), hvorved der normalt i hvert militærområde organiseredes et eller flere sådanne Leitstellen. Ved siden af dem fandtes også Stapo-Stellen (regional afdeling), som ikke var underlagte disse Leitstellen. Både Leitstellen og Stellen var underordnede den i hvert militærområde forekommende Befehlshaber der Sipo und des SD (lederren af sikkerhedspolitiet og sikkerhedstjenesten). Under hvert Leitstelle fandtes et antal Zweigstellen (lokalkontorer).

#### Grænsepoliti
Grænsepolitiet var Gestapos uniformerede tjenestegren för polisiär gränskontroll.
Gränspolisen blev 1934 underställd Gestapos regionala organisation, som i 1936 i sin helhed blev underlagt Geheime Staatspolizeiamt, forgængeren til RSHA, Amt IV.
Grænsepolitiet havde til opgave at forhindre infiltration af antinazistiske personer og idéer, som stred imod den nazistiske lære. Det skete ved grænsekontrol for at forhindre indrejsende af ideologisk upålidelige personer og indførsel af nyhedsmateriale, bøger etc. Grænseovervågningen skete med motorcykel- og cykelpatruljer. Grænsepolitiet organiseredes af SS og var uniformeret i dets uniformer, med et armbind med teksten "Grenzpolizei". Bevæbningen udgjordes af pistoler, geværer, maskinpistoler og maskingeværer. Grænsepolitiposteringer (GPP) var underlagte grænsepolitikommissariat (GPK), som igen var underlagt nærmeste Gestapostelle eller direkte under et Gestapoleitstelle. Personale fra Orpo bistod ved grænsekontrol og grænseovervågning men var ikke underlagt Grænsepolitiet eller Gestapo.
Som eksempel kan nævnes, at GPK Bentheim havde en Kriminalkommissær som chef, en Kriminalobersekretær som vicechef og i øvrigt en personalstyrke på 34 gestapomænd.

### Antal og virksomhed
Mellem 40.000 og 60.000 Gestapo-agenter havde overvåget ca. 80 millioner tyskere samt befolkningen i okkuperede områder. Til sammenligning havde Stasi over 90.000 ansatte til at overvåge ca. 17 millioner østtyskere, men Gestapo opererede i et land, hvor angiveri var en patriotisk pligt: 41 % af de Gestapo-sager, som var rettet mod jøder, begyndte med angiveri eller anmeldelse, blot 19 % skyldtes Gestapos egen aktivitet. Undersøgelse af Gestapo-arkivet fra Würzburg viste, at 57 % af de arresterede jøder var angivet af deres tyske medborgere.

### efter 2. verdenskrig
De allierede anklagede efter krigen Gestapo for ulovlig virksomhed og for forbrydelser mod menneskeheden. I 1946 blev SS, og dermed Gestapo, erklæret for forbryderiske organisationer ved Nürnberg-processen.
Mange Gestapo-officerer blev brugt i forbindelse med oprettelsen af sikkerhedstjenester i det nye Vesttyskland. [kilde mangler] I Østtyskland blev ledende Gestapo-folk brugt ved oprettelsen af Stasi. [kilde mangler]

## Gestapo uden for Tyskland

### Danmark
I mange af de lande, som Tyskland okkuperede under 2. verdenskrig, blev der oprettet afdelinger af Gestapo med de samme beføjelser som i selve Tyskland. Dette skete også i Danmark under den tyske besættelse.
Gestapos danske hovedkvarter var i Shellhuset i København, og der blev oprettet enheder i alle større danske byer (blandt andre: Universitetsparken i Århus, Husmandsskolen i Odense, Staldgården i Kolding). Gestapo var ansvarlig for tortur og drab på såvel medlemmer af modstandsbevægelsen som på ofte tilfældigt udvalgte personer.
I oktober 1943 blev SS-Obergruppenführer (general) Günther Pancke udnævnt til højere SS og politifører i Danmark og dermed til chef for hele det tyske sikkerhedsapparat, inkl. Gestapo. Den mest kendte af de ledende Gestapo officerer i Danmark var SS-Sturmbannführer (major) Karl Heinz Hoffmann.
I Danmark blev adskillige tyske Gestapo-folk efter krigen idømt lange fængselsstraffe, men alle blev relativt hurtigt benådet og udvist af Danmark. Af den gruppe danske statsborgere, der under besættelsen bistod det tyske sikkerhedsapparat i deres arbejde, blev 46 henrettet, og mange fik lange fængselsstraffe.

### Norge
Ved den tyske besættelse af Norge i 1940 måtte benævnelsen Gestapo ikke bruges, da navnet havde fået en dårlig klang hos nordmændene på grund af "fjendtlig propaganda". I stedet skulle anvendes Sicherheitspolizei (Sipo) som en fælles benævnelse for Gestapo, Kripo og Sicherheitsdienst (SD).
Højeste chef var Befehlshaber der Sipo und des Sicherdienstes (BdS) Norwegen. Til november 1940 var det Franz Walther Stahlecker, der efter Heinrich Fehlis.
Under BdS Norwegen hørte 6 afdelinger (som i RSHA):
- Abteilung I (Personale og organisation)
- Abteilung II (Økonomi og administration)
- Abteilung III (Sicherheitsdienst)
- Abteilung IV (Gestapo)
- Abteilung V (Kripo - hovedsagelig rettet mod kriminalitet som skadede tyske interesser)
- Abteilung VI (Underrettelsestjeneste rettet mod Norges nabolande.)

Gestapo arresterede, forhørte, torturerede og fængslede modstandsfolk og civile - og likviderede dem. Det stod skræk om navnet, som folk ofte brugte om hele Sipo.
Victoria terrasse i Oslo blev kendt som "Gestapos hovedkvarter". I Bergen holdt Gestapo/Sipo til i Veiten 3, egentlig Bergens Haandværks- og Industriforenings hus, i Kristiansand i Statsarkivet (Arkivet), i Trondheim i Misjonshotellet, i Stavanger i Solvang aldershjem på Eiganes og i Tromsø i Rødbanken.
Hovedopgaven for Gestapo i Norge var at bekæmpe modstandsbevægelsen, og der var omkring 850 ansatte i Sipo i Norge, da krigen sluttede. Sipo havde direkte ansvar for mindst 171 norske dødsfald fra januar 1942 til 1945. Foruden de almindelige forhørsmetoder kunne Gestapo bruge tortur.
SS-Oberführer Heinrich Fehlis var leder for Sicherheitspolizei (Sipo) og Sicherheitsdienst (SD), hvor han efterfulgte SS-Oberführer Franz Walter Stahlecker som chef for Sipo og SD i Norge i november 1940 og var "Befehlshaber" (BdSuSD) ved Victoria terrasse. I februar 1945 flyttede han sit hovedkvarter til Festung Furulund i Oslo vest, mens Sipos kommandør forblev på Victoria terrasse. Den 5. februar 1944 overtog dr. juris og tidligere leder af en drabsskvadron i Einsatzgruppe Karl Rudolf Werner Braune som kommandør af sikkerhedspolitiet SIPO og Sicherheitsdienst i Oslo. Tre år tidligere havde Werner Braune ledet et massedrab i Ukraine. Jurisdiktionen dækkede hele Østlandet fra den svenske grænse, med Østfold i syd til Dovre i nord og vest mod Årdal. Ved befrielsen af Norge i maj 1945 tjenestegjorde 367 personer i denne gruppe.
Ved retsopgøret i Norge blev 103 ansatte i Sipo dømt for krigsforbrydelser. Desuden blev nogen dømte ved allieret ret, og mange blev udleverede til andre lande og dømt der. Fehlis begik selvmord i maj 1945. Werner Braune blev dømt til døden og hængt for sine gerninger på østfronten.
Efterhånden, som amerikanske arkiver fra efterkrigstiden er blevet åbnet, er der fremkommet dokumentation for, at mange af de ledende Sipo-folk endte i organisationer underlagt CIA, for eksempel var Sipo-kommandørerne Ernst Weimann (i Bergen) og Oswald Poche (i Tromsø) knyttede til Gehlenorganisasjonen.

## Stillingsbetegnelser og løn 1938–1945
| Løntrin | Årsløn (Reichsmark) | Polititjenestemænd                    | Politiembedsmænd                      | Tilsvarende rang i SS (Wehrmacht-Heer)  |
| ------- | ------------------- | ------------------------------------- | ------------------------------------- | --------------------------------------- |
| A8c2    | 2 160 - 2 340       | Kriminalassistent                     |                                       | SS-Oberscharführer (Feldwebel)          |
| A7c A8a | 2 000-3 000         | Kriminaloberassistent                 |                                       | SS-Hauptscharführer (Oberfeldwebel)     |
| A7a     | 2 350-3 500         | Kriminalsekretär                      |                                       | SS-Untersturmführer (Leutnant)          |
| A5b     | 2 300-4 200         | Kriminalobersekretär                  |                                       | SS-Untersturmführer (Leutnant)          |
| A4c2    | 2 800-5000          | Kriminalinspektor                     |                                       | SS-Obersturmführer (Oberleutnant)       |
| A4c1    | 2 800-5 300         |                                       | Kriminalkommissar < 3 år i stillingen | SS-Obersturmführer (Oberleutnant)       |
| A4c1    | 2 800-5 300         | Kriminalkommissar > 3 år i stillingen | SS-Hauptsturmführer (Hauptmann)       |                                         |
| A3b     | 4 800-7 000         |                                       | SS-Hauptsturmführer (Hauptmann)       | Kriminalrat < 3 år i stillingen)        |
| A3b     | 4 800-7 000         | Kriminalrat > 3 år i stillingen       | SS-Sturmbannführer (Major)            |                                         |
| A2d     | 4 800-7 800         |                                       | SS-Sturmbannführer (Major)            | Kriminaldirektor                        |
| A2c2    | 4 800-8 400         |                                       | SS-Sturmbannführer (Major)            | Regierungs- und Kriminalrat             |
| A2b     | 7 000-9 700         |                                       | Oberregierungs- und Kriminalrat       | SS-Obersturmbannführer (Oberstleutnant) |
| A1b     | 6 200-10 600        |                                       | Regierungs- und Kriminaldirektor      | SS-Standartenführer (Oberst)            |
| A1b     | 6 200-10 600        | Reichskriminaldirektor                |                                       | SS-Standartenführer (Oberst)            |

Den gennemsnitlige løn for en tysk industriarbejder var 1459 RM pr. år i 1939. Den gennemsnitlige løn for en privatansat tjenestemand i samme år var 2772 RM pr. år.